# مسافة

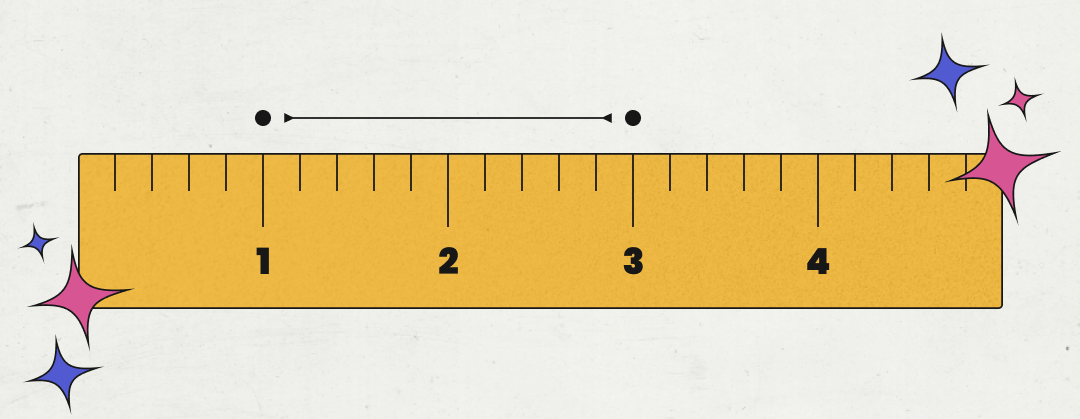
صورة لمسافة بين نقطتين على مسطرة

تعرف المسافة بين نقطتين على أنها طول الخط المستقيم بين هاتين النقطتين. في حالة موقعين على سطح الأرض، نقصد هنا عادة المسافة على طول السطح. أحياناً يتم التعبير عن المسافة بدلالة الزمن اللازم لتغطيتها مشيا أو بالسيارة (يتبع هذا الأسلوب في الاستعمالات اليومية وليس في العلمية لعدم دقته)، يستثنى من ذلك الضوء ذو السرعة الثابتة أبداً (حسب النظرية النسبية) لذلك تقدر المسافات الفلكية علمياً بالسنين الضوئية أي المسافة التي يقطعها الضوء في سنة.
المسافة تطبيق من الجداء (فضاء x فضاء) نحو الأعداد الحقيقية الموجبة، أي تطبيق يربط كل نقطتين في الفضاء بعدد حقيقي موجب. هذا التطبيق يحقق الشروط الآتية:
- {\displaystyle \forall (x,y)\in E^{2}:d(x,y)=d(y,x)} (تماثلية)
- {\displaystyle \forall (x,y)\in E^{2}:d(x,y)=0\Leftrightarrow x=y} (انفصالية)
- {\displaystyle \forall (x,y,z)\in E^{3}:d(x,z)\leq d(x,y)+d(y,z)} (متفاوتة مثلثية)

## في الهندسة الرياضية
في الهندسة التحليلية، من الممكن إيجاد المسافة بين نقطتين {\displaystyle (x_{1},y_{1})} و {\displaystyle (x_{2},y_{2})} في المستوي {\displaystyle xy} في نظام الإحداثيات الديكارتية باستخدام العلاقة التالية:
{\displaystyle d={\sqrt {(\Delta x)^{2}+(\Delta y)^{2}}}={\sqrt {(x_{2}-x_{1})^{2}+(y_{2}-y_{1})^{2}}}.\,}
بشكل مماثل من الممكن إيجاد المسافة بين نقطتين {\displaystyle (x_{1},y_{1},z_{1})} و{\displaystyle (x_{2},y_{2},z_{2})} في الفراغ ضمن الإحداثيات الديكارتية بالعلاقة التالية:
{\displaystyle d={\sqrt {(\Delta x)^{2}+(\Delta y)^{2}+(\Delta z)^{2}}}={\sqrt {(x_{1}-x_{2})^{2}+(y_{1}-y_{2})^{2}+(z_{1}-z_{2})^{2}}}.}
حيث من الممكن ببساطة إيجاد العلاقات السابقة باستخدام مبرهنة فيثاغورث.

## في الهندسة الوصفية
المسافة في الهندسة الوصفية يمكن أن تقاس عن طريق الأساليب الإسقاطية التي تتم من خلال عمليات الرسم المستوية أو الفراغية، بكلمات أخرى الهندسة الوصفية تسمح بإيجاد المسافة دون الحاجة إلى أي معرفة بقواعد أو معادلات رياضية.
حالات المسافة يمكن ان تلخص فيما يلي:
- مسافة بين نقطتين
- مسافة بين نقطة وخط مستقيم
- مسافة بين نقطة وخط منحن
- مسافة بين نقطة وسطح مستوي
- مسافة بين نقطة وسطح منحني
- مسافة بين خطين مستقيمين ينتميان إلى نفس المستوى (بالإيطالي: complanari)
- مسافة بين خطين مستويين يساريين (بالإيطالي: sghembe)
- مسافة بين خط ومستوى متوازيان
- مسافة بين مستويين متوازيان
- مسافة بين سطحين منحنيين